# Конилон
Конилон (порт. Conilon, также Kouillou) — разновидность кофе вида Canephora.

## Происхождение и распространение
Разновидность Kouillou (Conilon) в дикой природе впервые обнаружили французы в 1880 году на территории между Габоном и устьем реки Конго.
Саженцы этой разновидности попали в Бразилию в начале XX века, где «Kouillou» для удобства написания и произношения на португальском превратилось в «Conilon».
Наибольшее распространение получил в Бразилии в штате Эспириту-Санту. Губернатор Жерониму-Монтейру писал в своих отчётах о сельскохозяйственной выставке 1912 года: «Я приобрёл неоднократно большое количество семян растений, которые можно легко и большим преимуществом выращивать и раздал их бесплатно. Некоторое время назад, когда я был в Рио-де-Жанейро, я приобрёл две тысячи ростков и пятьдесят литров семян кофе великолепного качества, известного как „конилон“, и все уже раздал фермерам».
Первые значимые урожаи конилона зафиксированы в Бразилии только в 1972 году, когда производство достигло 250 тысяч мешков в год. К 2014 году оно уже составило 12,9 миллионов мешков. Наиболее значимыми регионами производства являются штат Эспириту-Санту (78 %), Рондония (13 %) и Баия (7 %).
Помимо конилона вид Canephora включает разновидности Robusta, Sankuru, Bukaba, Niaculi, Uganda, Maclaud, Laurentti, Petit, Indénié, Nana, Polusperma, Oka и другие.

## Особенности
В отличие от арабик, в систематике конилонов выделяют не сорта, а клоны, наиболее известные из которых BRS Ouro Preto, Diamante ES8112, ES8122 — Jequitibá, Centenária ES8132, Marilândia ES8143 и другие.
Подавляющее большинство фермеров в Бразилии собирают ягоды конилона вручную. Часто во время сбора ветка с ягодами срубается с дерева целиком и ягоды отделяются от ветки после, вручную или механически.
Растения данного вида оплодотворяются перекрестным опылением, неспособны к самоопылению, устойчивы к заболеваниям и хорошо приспосабливаются к произрастанию на небольших высотах в жарком тропическом климате, поэтому считается перспективной заменой арабикам в условиях глобального потепления.
Выращивается в основном на высотах от 200 до 700 метров над уровнем моря.
Сбор урожая происходит с апреля по июнь. Урожайность достигает 100—150 мешков (по 60 кг) с гектара, что в несколько раз выше, чем у арабики.
Обладает более высоким чем у арабик и робуст содержанием кофеина, 2 % и выше. Некоторые клоны содержат до 4 % кофеина.
Геном содержит 22 хромосомы (2n, диплоид).
Традиционная обработка урожая от ягоды до зелёного кофе ориентирована на скорость и объёмы, служит сырьем для растворимого кофе, поэтому основной объём производства как правило низкого качества, с большим количеством дефектов. При условии соблюдения технологии производства, образцы конилона имеют чистый вкус и могут получать высокую оценку. Как правило, это лоты с полностью прослеживаемым происхождением и ограниченным объемом производства.
Типичные дескрипторы образца без дефектов включают шоколад, орех, травы, ноты фруктов. Как правило напиток обладает очень плотным телом. По вкусу это кофе с пониженным уровнем кислотности.

## Галерея

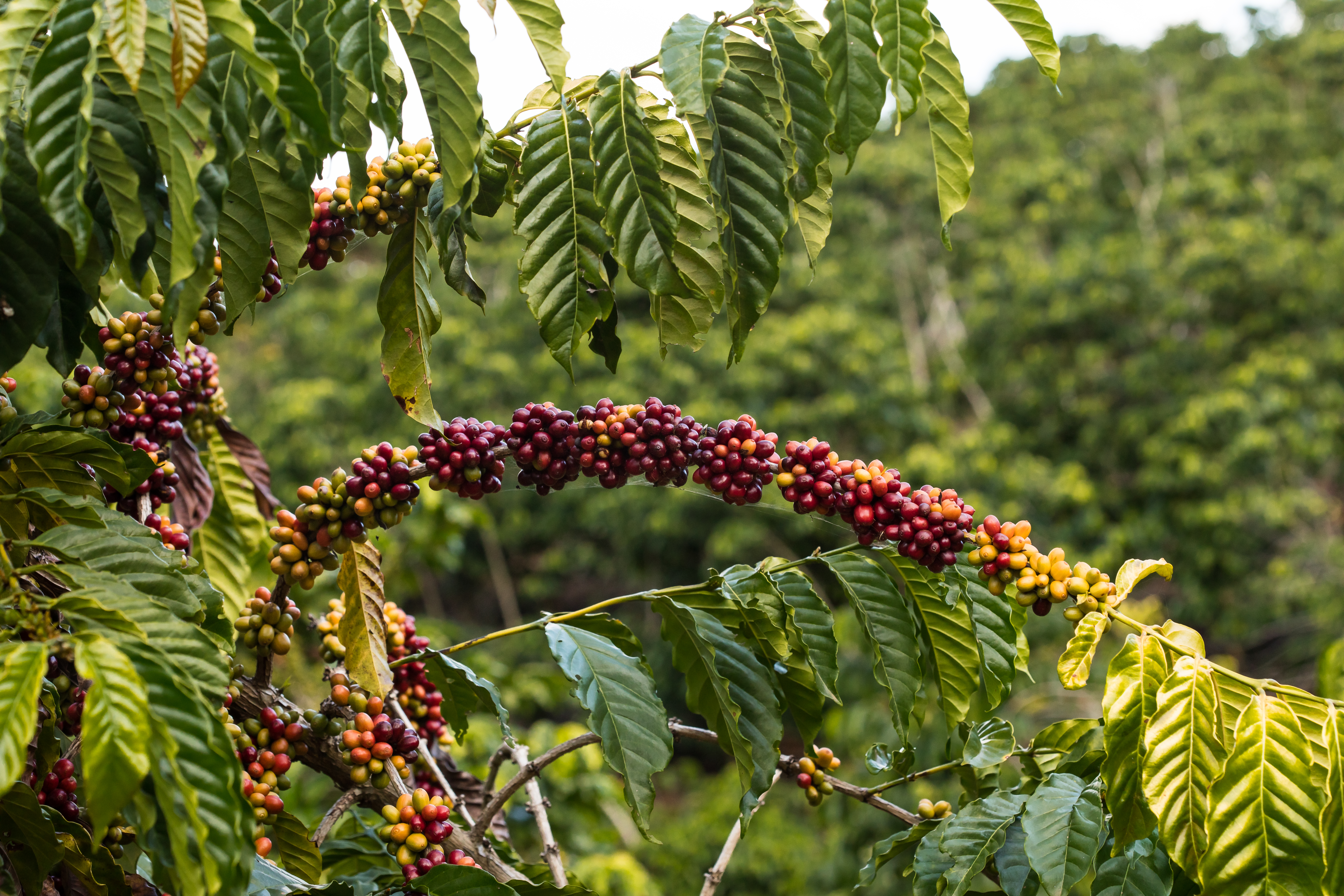
Ветка
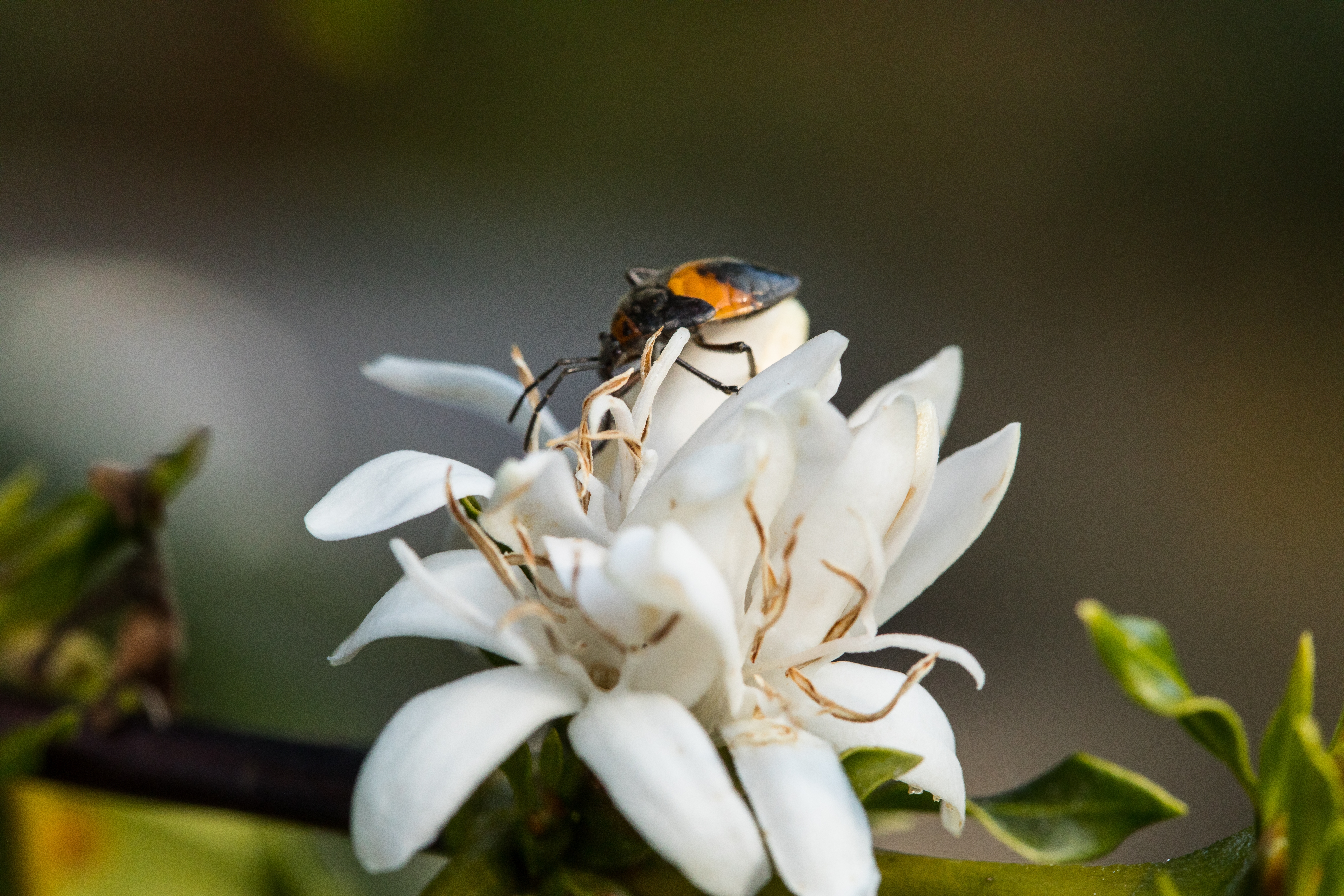
Цветок
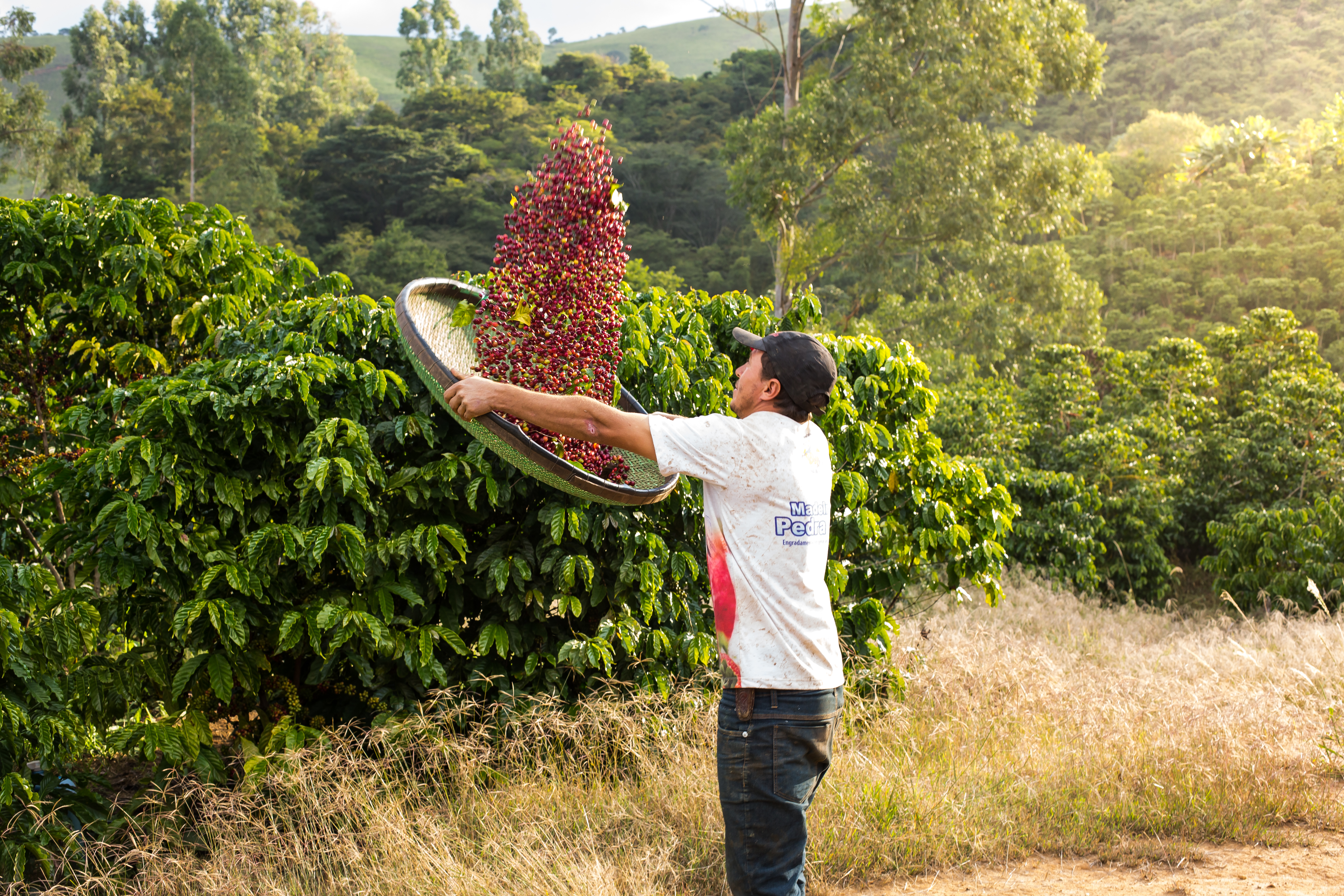
Кофе провеивается после ручной сборки
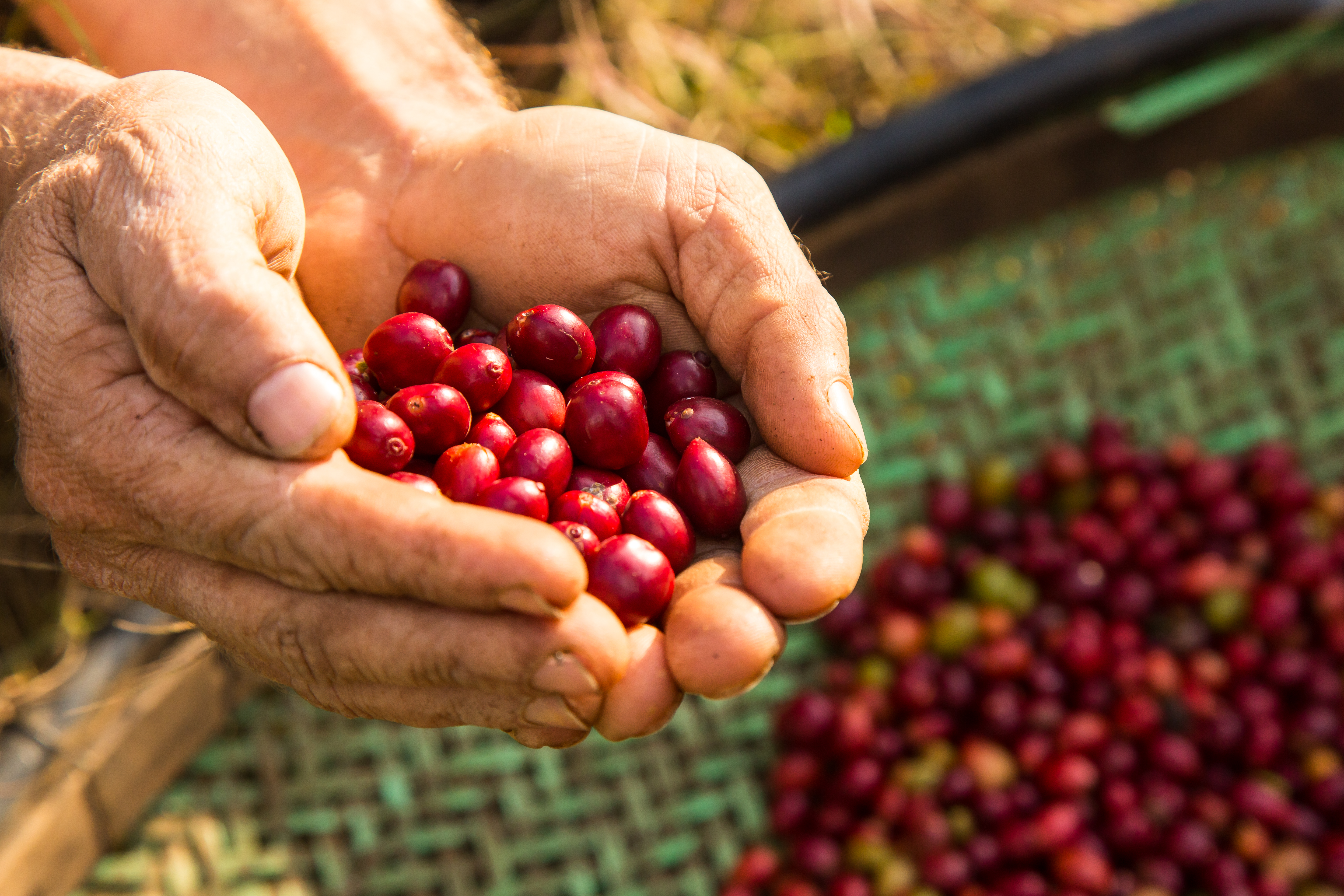
Спелые ягоды
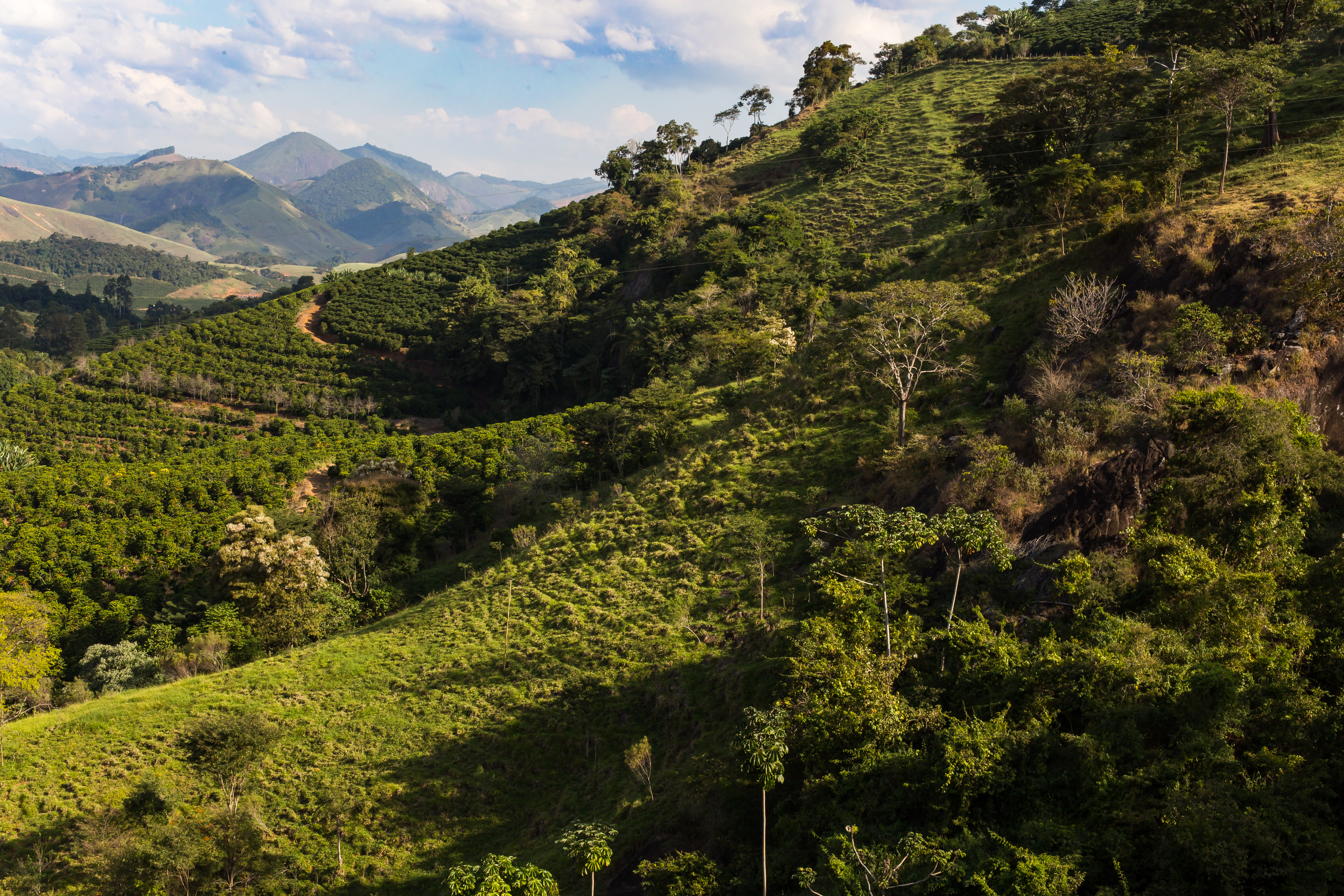
Общий вид плантации конилона
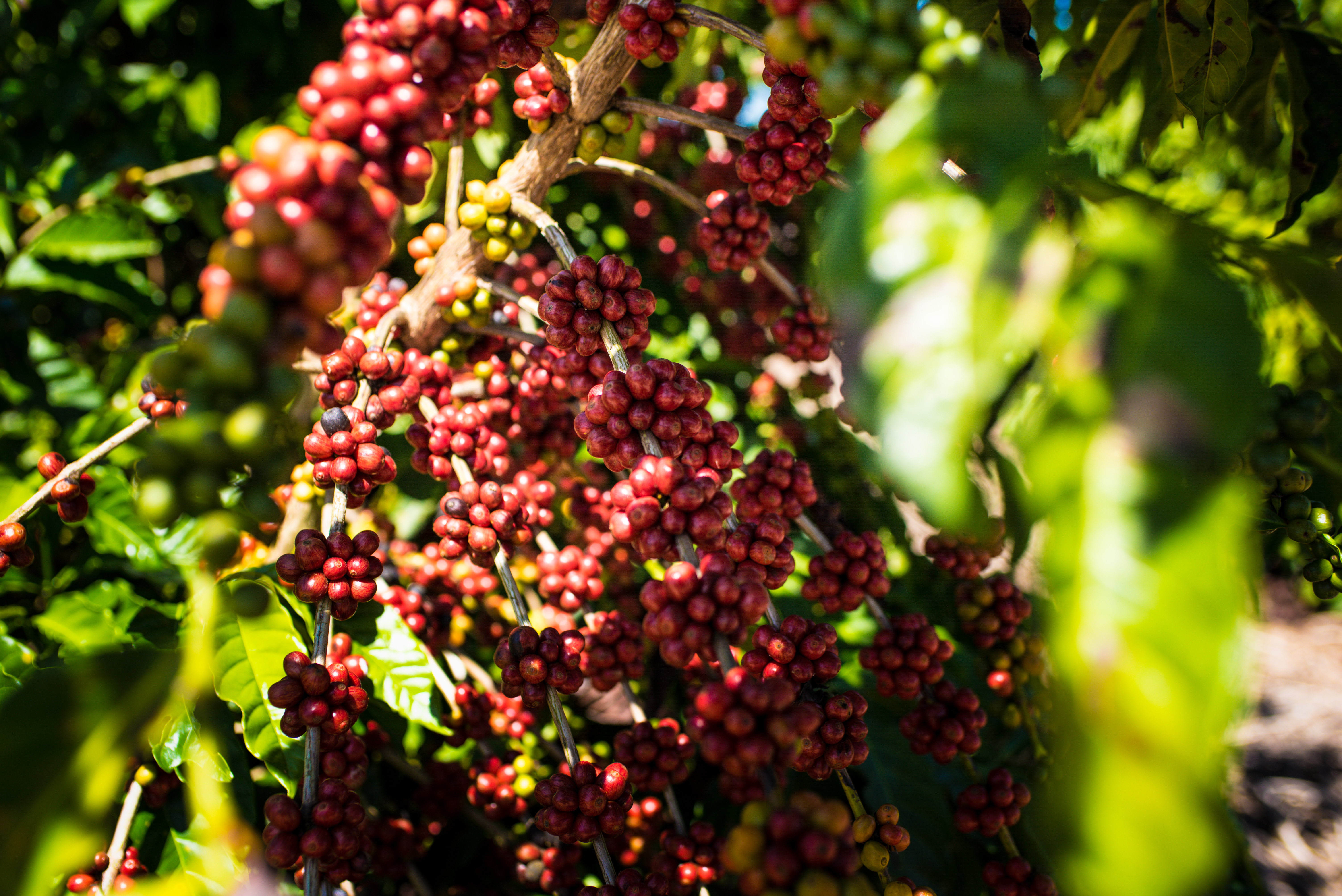
Урожайность конилона

### Книги
- Vincenzo Sandalj, Fulvio Eccardi. Coffee: A Celebration of Diversity. — Sanjdalj Trading, 2002. — ISBN 978-8-88-190140-1.
- Andrea Illy, Rinantonio Viani. Espresso Coffee, Second Edition: The Science of Quality 2nd Edition. 2005.
- Jonathan Morris, Robert W. Thurston, Shawn Steiman. Coffee. A Comprehensive Guide to the Bean, the Beverage, and the Industry. — Rowman & Littlefield, 2013. — 416 с. — ISBN 978-1-44-221442-2.
- Flavio Meira Borem. Handbook of Coffee Post-Harvest Technology: A Comprehensive Guide to the Processing, Drying, and Storage of Coffee. 2014.
- James Hoffmann. The World Atlas of Coffee. From Beans to Brewing — Coffees Explored, Explained and Enjoyed. — Firefly Books, 2014. — 256 с. — ISBN 978-1-77-085470-3.
- Lucas Louzada Pereira. Perfil Da Organização Produtiva Dos Cafeicultores Das Microrregiões: Serrana E Caparaó Do Espírito Santo. 2015.
- The Book of Roast: The Craft of Coffee Roasting from Bean to Business. 2017.
- Britta Folmer. The Craft and Science of Coffee. 2017.
- Romário Gava Ferrão. Conilon Coffee. — Vitoria, ES, Brazil: Incaper, 2019. — 974 с. — ISBN 978-85-89274-32-6.
- Lucas Louzada Pereira, Taís Rizzo Moreira. Quality Determinants In Coffee Production. — Springer, 2020. — 443 с. — ISBN 978-3-03-054437-9.

### Статьи
- FERRÃO, R.G. et al. Parâmetros genéticos de café Conilon. Pesquisa Agropecuária Brasileira, Brasília, DF: v.43. n.1, p. 61-69. 2008. https://doi.org/10.1590/S0100-204X2008000100009
- RAMALHO, A.R. et al. Progresso genético da produtividade de café beneficiado com a seleção de clones de cafeeiro ‘Conilon’. Revista Ciência Agronômica, v.47, n.3, p. 516-523, 2016. https://doi.org/10.5935/1806-6690.20160062
- GILES, J.A.D. Genetic diversity of promising Conilon coffee clones based on morpho-agronomic variables. Anais da Academia Brasileira de Ciências, v.90, p. 2437-2446, 2018. https://doi.org/10.1590/0001-3765201820170523
- OLIVEIRA, L.N.L. et al. Selection of Coffea canephora parents from the botanical varieties Conilon and Robusta for the production of intervarietal hybrids. Ciência Rural, v.48, 2018. https://doi.org/10.1590/0103-8478cr20170444
- Rodrigo Barros Rocha и др. Coffea canephora breeding: estimated and achieved gains from selection in the Western Amazon, Brazil. // Cienc. Rural 51 (5). 2021. https://doi.org/10.1590/0103-8478cr20200713
- Jéssica Louzada Machado и др. Evaluation of genetic divergence of coffee genotypes using the volatile compounds and sensory attributes profile. // J Food Sci . 2022 Jan;87(1):383-395. doi: 10.1111/1750-3841.15986.
- Cristhiane Altoé Filete, Taís Rizzo Moreira и др. The New Standpoints for the Terroir of Coffea canephora from Southwestern Brazil: Edaphic and Sensorial Perspective. // Agronomy 12(8):1931. 2022. DOI: 10.3390/agronomy12081931.